# Edmund Muskie
Edmund Sixtus «Ed» Muskie (28. marts 1914 – 26. marts 1996) var en amerikansk politiker (D). Han var guvernør i staten Maine fra 1955 til 1959, og senator fra Maine fra 1959 til 1980. Muskie blev samtlige gange valgt med stor margin. Han var formand i Senatets budgetkomité fra 1975 til 1980, og var udenrigsminister under Præsident Jimmy Carter fra 1980 til 1981. Muskie var Hubert Humphreys vicepræsidentkandidat ved præsidentvalget i 1968, men de tabte med en snæver  margin til Richard Nixon og Spiro Agnew. Muskie forsøgte sig som præsidentkandidat forud for præsidentvalget i 1972, men det lykkedes ham ikke at blive nomineret af partiet, angiveligt fordi han fældede en tåre, og derved viste svaghed[kilde mangler].
Han er den eneste polsk-amerikaner som har været nomineret til vicepræsidentkandidat.